# 双日商業開発
双日商業開発株式会社（そうじつしょうぎょうかいはつ、英: Sojitz Commerce Development Corporation.）は、ショッピングセンター「モラージュ」の企画・開発・運営する双日グループの企業。
本社を東京都港区に置く。

## 沿革
- 2001年（平成13年）9月26日 - エヌアイ商業開発株式会社設立
- 2003年（平成15年）3月31日 - 佐賀県佐賀市に第1号店となるモラージュ佐賀オープン
- 2004年（平成16年）4月1日 - 双日商業開発株式会社に商号変更
- 2004年（平成16年）7月3日 - 千葉県柏市に第2号店となるモラージュ柏オープン
- 2005年（平成17年）12月16日 - 石川県能美市が、（仮称）モラージュ金沢南に対して市として計画を推進できない方針を示す
- 2008年（平成20年）11月28日 - 埼玉県南埼玉郡菖蒲町（現・久喜市）に第3号店となるモラージュ菖蒲オープン
- 2010年（平成22年）4月1日 - ショッピングセンター事業を双日リアルネット株式会社（現双日新都市開発）に移管
- 2014年（平成26年）4月1日 - 双日新都市開発から商業施設のプロパティマネジメント事業を移管[3]

## 運営施設

### 自社開発施設
- モラージュ佐賀（佐賀県佐賀市）
- モラージュ柏（千葉県柏市）
- モラージュ菖蒲（埼玉県久喜市）

### プロパティマネジメント受託施設
- ピエリ守山（滋賀県守山市）[4]
- サンストリート浜北（静岡県浜松市浜名区）
- ニットーモール（埼玉県熊谷市）
- 那須ガーデンアウトレット（栃木県那須塩原市） - 芙蓉総合リースと共同。
- オリナス（東京都墨田区）[5]

## 過去の運営施設
- 筑紫野ベレッサ（福岡県筑紫野市） - カリーノに代わってプロパティマネジメントを受託していたが、現在はニッケ・タウンパートナーズが受託している。
- 瓦町FLAG（香川県高松市） - 現在は伊藤忠アーバンコミュニティが受託。
- 弘前ヒロロ（青森県弘前市）

## 中止された計画
- （仮称）水戸メガモール（茨城県水戸市）
- （仮称）モラージュ金沢南（石川県能美市）
- （仮称）モラージュ上河内（栃木県宇都宮市）
- （仮称）モラージュ和泉（大阪府和泉市）
- （仮称）モラージュ熊本（熊本県合志市）